# Reš
Reš (ריש) je 20. slovo hebrejskog pisma i ima brojčanu vrijednost od 200. 

## Povijest
Hebrejsko slovo Reš ima istu povijesnu pozadinu kao feničko slovo Reš, iz kojeg je nastalo grčko slovo Ro i latinsko slovo R. Slovo je dobili ime po stiliziranoj slici glave. 

## Primjeri
- רבקה (rivkah): Rebeka
- רב (rav): Rabin

## Šifra znaka
|          | Unikod | Unikod             | HTML     | HTML | izgled ovisi o pregledniku | poveznice (engl.)                |
| k. točka | naziv  | kod                | entitet  |      | izgled ovisi o pregledniku | poveznice (engl.)                |
| -------- | ------ | ------------------ | -------- | ---- | -------------------------- | -------------------------------- |
| slovo ר  | U+05e8 | HEBREW LETTER RESH | &#x05e8; | nema | ר                          | detaljni podaci test preglednika |

U standardu ISO 8859-8 simbol ima kod 0xf8.